# Layla El
Layla El (* 25. Juni 1977 in London) ist ein britisches Model, Tänzerin und ehemalige Wrestlerin. Sie stand bei der WWE unter Vertrag und trat dort regelmäßig in deren Wrestlingshows unter ihrem Vornamen Layla auf.

## Wrestling-Karriere
El gelangte zum Wrestling, indem  sie an dem mit 250.000 US-Dollar dotierten WWE-Diva-Search-Wettbewerb im Jahr 2006 teilnehmen durfte. Sie durfte im Anschluss daran mit der Diva Search Talent Show einen weiteren Wettbewerb am 16. August 2006 bei SmackDown! gegen JT Tinney und Jen England im Finale gewinnen.

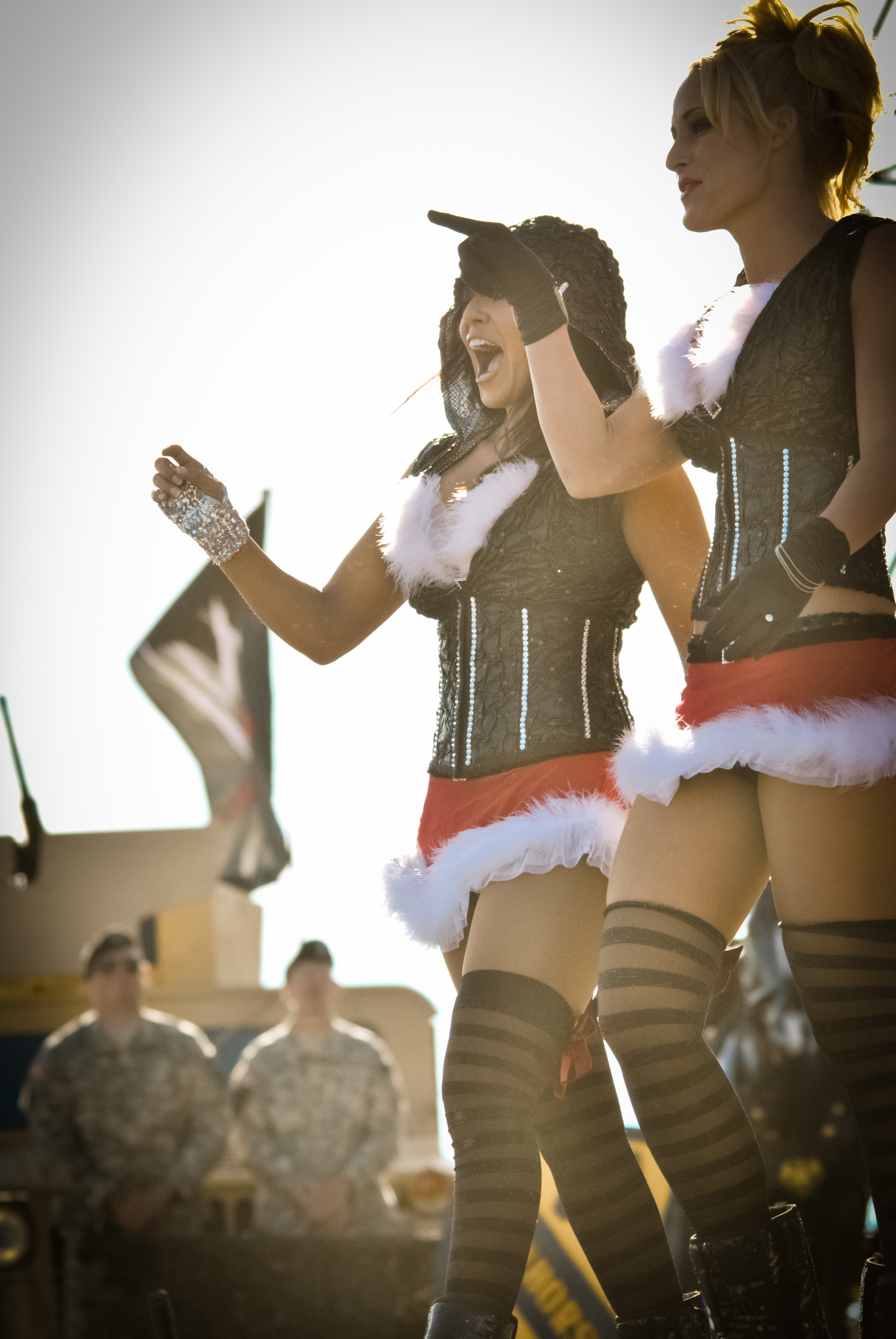
Layla und Michelle McCool als LayCool bei Tribute to the Troops 2010

El erschien erstmals beim SummerSlam 2006 in einer Backstage-Aufnahme mit mehreren anderen Divas. Ihren Erstauftritt bei SmackDown! hatte sie in einem Interview mit The Miz. Sie stieg das erste Mal beim Diva Trick-or-Treat-Battle-Royal-Match am 24. Oktober 2006 in den Ring, wo sie gegen The Miz gemäß Storyline verlor.
Am 23. Januar 2007 wurde El zum ECW-Brand versetzt, wo sie sich mit Brooke und Kelly Kelly zum Trio Extreme Exposé zusammenschloss, mit denen sie auch wöchentliche Tanzeinlagen in der Show vorbereitete. Extreme Exposé löste sich später mit dem Austritt von Adams auf.
Layla wurde 2008 zum RAW-Brand versetzt, wodurch sie die erste WWE Diva mit Mitgliedschaft in allen drei Brands wurde. Am 7. Juli 2008 verlor El ihr Debüt im Tag Team Match mit Jillian Hall gegen Mickie James und Kelly Kelly. Anschließend war sie vor allem an der Seite von William Regal zu sehen.

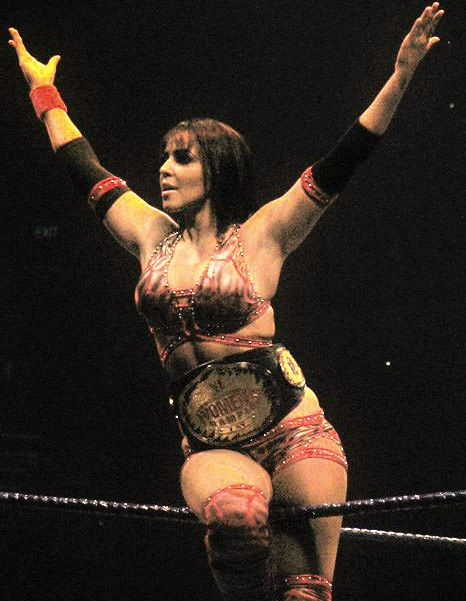
Layla ist die letzte WWE Women’s Champion

Am 15. April 2009 wurde El zu SmackDown gewechselt. Ab November 2009 bildete sie zusammen mit Michelle McCool ein Tag-Team namens Lay-Cool und fehdete gegen Mickie James und nach deren Entlassung gegen Beth Phoenix. Am 14. Mai 2010 stand Lay-Cool Beth Phoenix in einem 2-on-1 Handicap Match um den WWE Women’s Championship entgegen, in dem El Beth pinnen konnte und so ihren ersten Titel in der WWE gewinnen durfte. Bei Night of Champions wurde der Titel von McCool mit der Divas Championship vereinigt und deaktiviert. Nach dem Ende von Lay-Cool im April 2011 war El seit Mai 2011 auf Grund einer Knieverletzung inaktiv.
Am 29. April 2012 kehrte El bei Extreme Rules zurück, besiegte Nikki Bella und gewann den WWE Divas Championtitel. Den Titel verlor sie bei Night of Champions am 16. September 2012 an Eve. Bis 2014 befand sich El in einem Tag-Team mit Summer Rae, die beiden nannten sich "SLayers". Von November 2014 bis April 2015 legte El aus privaten Gründen eine Pause ein. Am 29. Juli 2015 trat Layla als Wrestlerin zurück.

## Außerhalb des Wrestlings
Bevor sie 2006 zur WWE kam, war El unter anderem Tänzerin für die Carnival Cruise Lines, das Miami Heat Franchise-Unternehmen der NBA und tanzte ebenso für Kanye West bei den MTV Video Music Awards 2006. Als Tänzerin war sie unter anderem im Kurzfilm Misfit (1996) mit Kylie Minogue zu sehen.
El wurde für mehrere Magazine fotografiert, darunter für das King-Magazine, das Smooth-Magazine und das Cover der ersten Ausgabe des Liquid-Magazine. Sie posierte ebenso für FHM mit den anderen Mitgliedern des Extreme Exposé. El erschien zusammen mit Beth Phoenix und Candice Michelle in der Februar-Ausgabe 2009 des Flex-Magazine.
Im April 2007 war El zusammen mit ihren Kolleginnen Ashley Massaro, Brooke Adams, Kelly Kelly, Torrie Wilson und Maryse Ouellet im Musikvideo zur Single Throw It on Me von Timbaland featuring The Hives zu sehen.
Vom 5. bis zum 9. November 2007 war El in 5 Episoden von Family Feud mit anderen WWE-Mitgliedern zu sehen. Sie erschien weiterhin am 13. April 2008 in einer Episode des Celebrity Fit Club Boot Camp als Trainerin.
El agierte zudem als Moderatorin für die US-Fernsehserie Artifax (1992) und im Kurzfilm Early Bird (1983).

## Titel und Auszeichnungen
- National Basketball Association
  - 1× Championship Ring

- World Wrestling Entertainment
  - 1× WWE Divas Champion
  - 2× WWE Women’s Champion (letzte Titelträgerin)
  - 2006: Diva Search Siegerin